# Parağa
Parağa är en ort i Azerbajdzjan.   Den ligger i distriktet Nachitjevan, i den sydvästra delen av landet, 400 km väster om huvudstaden Baku. Parağa ligger 1 525 meter över havet och antalet invånare är 300.
Terrängen runt Parağa är kuperad åt sydväst, men åt nordost är den bergig. Runt Parağa är det ganska glesbefolkat, med 27 invånare per kvadratkilometer.. Närmaste större samhälle är Bilyav, 4,2 km väster om Parağa. 
Trakten runt Parağa består i huvudsak av gräsmarker.